# 45 nanòmetres
| Tecnologia | Any  |
| ---------- | ---- |
| 10 um      | 1971 |
| 6 um       | 1974 |
| 3 um       | 1977 |
| 1,5 um     | 1982 |
| 1 um       | 1985 |
| 800 nm     | 1989 |
| 600 nm     | 1994 |
| 350 nm     | 1995 |
| 250 nm     | 1997 |
| 180 nm     | 1999 |
| 130 nm     | 2001 |
| 90 nm      | 2004 |
| 65 nm      | 2006 |
| 45 nm      | 2008 |
| 32 nm      | 2010 |
| 22 nm      | 2012 |
| 14 nm      | 2014 |
| 10 nm      | 2017 |
| 7 nm       | 2018 |
| 5 nm       | 2020 |

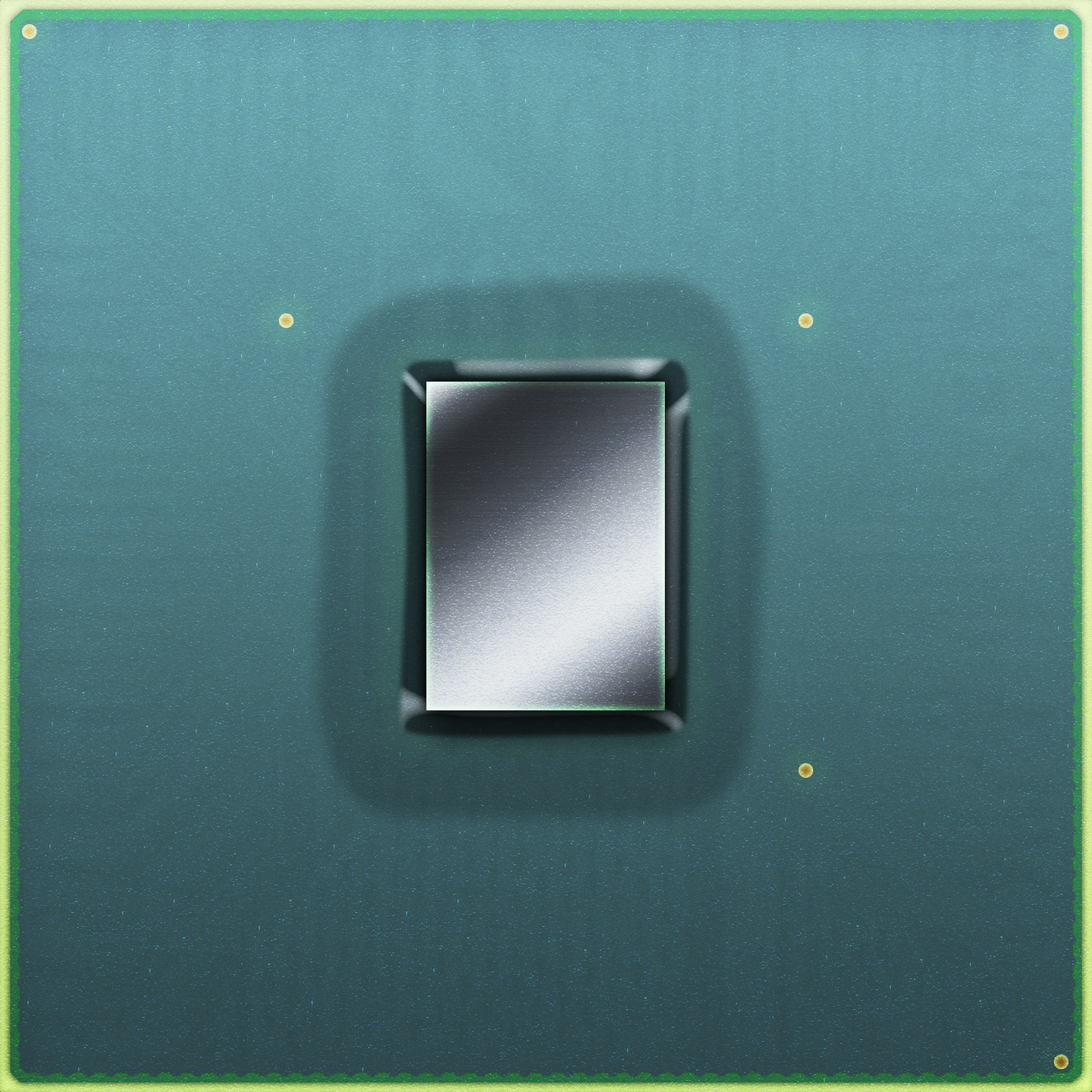
Fig.1 Exemple de tecnologia de 45 nm : IBM Cell-45

45 nanòmetres (45 nm) és una tecnologia de fabricació de semiconductors en què els components tenen una dimensió de 45 nm. És una millora de la tecnologia de 65 nm. La llei de Moore diu que la superfície és redueix a la meitat cada 2 anys, per tant el costat del quadrat de la nova tecnologia serà de {\displaystyle 45\simeq {\frac {65}{\sqrt {2}}}}.

## Història
- 2004 : primeres demos de TSMC
- 2006 : demos d'Intel, AMD, Texas Instruments, UMC

- 2007 : Matsushita i Intel comercialitzen IC amb tecnologia de 45 nm
- 2008 : AMD produeix processadors. SMIC amb tecnologia d'IBM

## Tecnologia emprada
- Tecnologia de materials amb dielèctric high-k
- Litografia amb llum de major freqüència[2]
- Double patterning[3]

## Processadors
| Fabricant         | Data | CPU              | Notes   |
| ----------------- | ---- | ---------------- | ------- |
| Matsushita        | 2007 | Uniphier         |         |
| Intel             | 2007 | Core i5-750 i i7 |         |
| AMD               | 2007 | Phenom II        | 6 cores |
| Texas Instruments | 2007 | OMAP 3 i 4       |         |
| IBM               | 2007 | Power7           |         |

| Fabricant                  | Intel     | Intel   | Fujitsu   | Fujitsu | TI        | TI      | Toshiba / Sony / NEC | Toshiba / Sony / NEC | Samsung   | Samsung | IBM / Toshiba / Sony / AMD | IBM / Toshiba / Sony / AMD |
| -------------------------- | --------- | ------- | --------- | ------- | --------- | ------- | -------------------- | -------------------- | --------- | ------- | -------------------------- | -------------------------- |
| Nom del procés             | P1266     | P1266   | CS-300    | CS-300  |           |         |                      |                      | 11LP      | 11LP    |                            |                            |
| Primera producció          | 2006      | 2006    | 2008      | 2008    | 2008      | 2008    | 2006                 | 2006                 | 2007      | 2007    | 2007                       | 2007                       |
| Tipus                      | Bulk      | Bulk    | Bulk      | Bulk    | Bulk      | Bulk    | Bulk                 | Bulk                 | Bulk      | Bulk    | PDSOI                      | PDSOI                      |
| Oblia                      | 300mm     | 300mm   | 300mm     | 300mm   | 300mm     | 300mm   | 300mm                | 300mm                | 300mm     | 300mm   | 300mm                      | 300mm                      |
|                            | Valor     | 65 nm Δ | Valor     | 65 nm Δ | Valor     | 65 nm Δ | Valor                | 65 nm Δ              | Valor     | 65 nm Δ | Valor                      | 65 nm Δ                    |
| Pas de contacte de porta   | 180 nm    | 0.82x   | 190 nm    | ?x      | ? nm      | ?x      | 180 nm               | ?x                   | ? nm      | ?x      | 190 nm                     | 0.76x                      |
| Pas de connexió            | 160 nm    | 0.76x   | ? nm      | ?x      | ? nm      | ?x      | ? nm                 | ?x                   | ? nm      | ?x      | ? nm                       | ?x                         |
| Cel·lula 1 bit de RAM (HD) | 0.346 µm² | 0.61x   | 0.225 µm² | ?x      | 0.255 µm² | ?x      | 0.248 µm²            | ?x                   | 0.29 µm²  | 0.54x   | 0.370 µm²                  | 0.57x                      |
| Cel·lula 1 bit de RAM (LP) | 0.382 µm² | 0.56x   |           |         |           |         |                      |                      | 0.359 µm² | 0.53x   |                            |                            |
| Cel·lula 1 bit de DRAM     |           |         |           |         |           |         |                      |                      | 0.11 µm²  | 0.58x   | 0.067 µm²                  | 0.53x                      |